# シャンカーデブキャンパス
シャンカーデブキャンパス（英語: Shanker Dev Campus、ネパール語: शंकरदेव क्याम्पस）は、カトマンズのプラダシャニマーグにあるトリブバン大学の構成キャンパスの1つ。キャンパスは1951年に設立。
キャンパスは、ビジネス研究の学士号と修士号のプログラムを実行しています。キャンパスは管理の分野に焦点を当てるために開始された。キャンパス内の学部は、管理、会計、財務、マーケティング、および経済学に分類されている 。

## 歴史
キャンパスは1951年にネパール国立大学として設立され、ダーバー高校、後にトリチャンドラ大学が運営。キャンパスは、政府の決定を受けて、1973年に名前が変更され、トリブバン大学に統合された  。キャンパスのインフラストラクチャの構築をShankerDevPant 開始した。キャンパスの名前は教授にちなんで付けられた。